# Спишке Ханушовце
Спишке Ханушовце (слч. Spišské Hanušovce) насељено је мјесто са административним статусом сеоске општине (слч. obec) у округу Кежмарок, у Прешовском крају, Словачка Република.

## Становништво
| Година:    | 1994. | 2004.   | 2014.    | 2024.   |
| ---------- | ----- | ------- | -------- | ------- |
| Број људи: | 669   | 651     | 757      | 781     |
| Разлика:   |       | -2,69 % | +16,28 % | +3,17 % |

| Година:    | 2023. | 2024.   |
| ---------- | ----- | ------- |
| Број људи: | 770   | 781     |
| Разлика:   |       | +1,42 % |

Према подацима о броју становника из 2011. године насеље је имало 758 становника.